# Scooby-Doo y la Escuela de Fantasmas
 Scooby-Doo y la Escuela de Fantasmas es una película de 1988 producida por el sindicato de Hanna-Barbera Productions como parte del paquete Hanna-Barbera Superstars 10.
La trama gira en torno a Scooby, Shaggy y Scrappy que desean convertirse en profesores de gimnasia para las hijas de monstruos famosos.

## Argumento
Scooby, Shaggy y Scrappy Doo están en una escuela para niñas, en la que son contratados como profesores de gimnasia. Una vez allí, encuentran que es una escuela para niñas diablitas. Los alumnos son Cybella, la hija del conde Drácula; Frankenteen Elsa, la hija de Frankenstein Senior, Winnie, la hija de un hombre lobo; Phantasma (generalmente llamada Phanty para abreviar), hija de un fantasma, y Tanis (que es una parodia de una ciudad egipcia), la hija de una momia. Otros residentes de la escuela son la señorita Grimwood, la directora del colegio, y Flamita, que es una mascota dragón (que no le gusta Scooby al principio, pero luego se convierten en amigos.) La clase de gimnasia empieza, con la idea de capacitar a las niñas para un partido de voleibol contra la academia Militar de la vecina Calloway, quienes siempre han triunfado. Como un giro de la trama adicional, Revolta, la autodenominada bruja de la Web, planea secuestrar a las niñas para esclavizar a sus padres, quienes habían obligado a Shaggy y a Scooby que las cuidaran a todo costo.Al recuperar a las niñas del secuestro, Shaggy y Scooby huyen de la academia, ya que al año siguiente se querían inscribir las hijas de la Criatura de la Laguna Negra y Godzilla.

## Perfiles de los personajes

### Cybella
Cybella es una preadolescente vampiro de alrededor de 12. Hija de Drácula. Es la más femenina, y disfruta de los deportes tanto como las otras niñas. Es la chica más locuaz. Es a menudo la que corre los chismes, pero siempre está feliz de ayudar. Es una mujer bella.

### Winnie
Winnie es una niña hombre lobo de 9 años de edad. Hija del Hombre Lobo. Es atlética, confiada y un poco autoritaria, como cuando se declara la líder de las niñas. Es amiga Cybella y Tanis.

### Tanis
Tanis es una momia de 6 años, y es la más joven. No está muy segura de sí misma hasta que recibe un trofeo por el partido de voleibol. Tanis es independiente, juguetona y trata de ser la más dura en lo que haga. Es amiga de Winnie y Cybella. Sólo Tanis la característica notable es su rostro ojos azules, mientras se trata en el envoltorio. Su regalo a su padre era un rojo "susto" luz "para aclarar el caso más oscuro momia", en la forma de un momia s tumba. Tanis puede nadar "un Nilo y medio".

### Elsa Frankenteen
Elsa es la más vieja. Es hija del Monstruo de Frankenstein, de alrededor de 14, ama la ciencia. Parece ser lenta y tiende a señalar lo evidente, pero es muy brillante, fuerte, y tenaz. Es alta, pálida, con pelo negro, con raya (como La novia de Frankenstein), con muchos puntos, y su traje consiste en un vestido verde. Lleva el nombre de la actriz Elsa Lanchester, quien interpretó a la esposa de Frankenstein en la película de 1935 La novia de Frankenstein.

### Phantasma
Phantasma es una fantasma de unos 13 años. Le encanta tocar el órgano y escribe sus propias canciones. Es un poco tonta, loco, pero es más inteligente de lo que aparenta y le encanta jugar, volar y correr. Phantasma es probablemente la hija de Erik, el Fantasma de la Ópera (Phantom of the Opera). Es quizás la más artístico y es amiga de Elsa. El regalo para su padre era una composición que escribió y tocó.

### Miss Grimwood
Miss Grimwood es la directora y no es tan aterradora como las demás. Le encanta cocinar y la mayoría (si no son todos sus ingredientes) provienen del pantano y de los forestales cerca de la escuela.

### Flamita
Flamita Grimwoods es una mascota de compañía a pesar de que ser un dragón. Odiaba a Scooby y lanzaba su aliento de fuego sobre él, sin embargo al final se vuelven grandes amigos.

### Revolta
Revolta es la bruja de la web. Tiene un montón de ayuda de sus arañas y el Creeper Grim. Revolta está tratando de volver a las niñas en personas malas. Revolta sirve como el principal antagonista de la película.

### El Creeper Grim
Asistente de Revolta. Es una criatura de un solo ojo que parece estar hecho de deshechos del pantano.

### Coronel Calloway
Calloway es director de la Escuela Militar.

### Tug Roper
Tug es un chico rubio y el líder no oficial de los cadetes Calloway. Tiene autoridad y es responsable. Siempre trata de complacer al coronel. Es la contraparte masculina de Cybella.

### Jamal Williams
Jamal es un niño afroamericano, es el más alto y puede ser el más viejo. Es inteligente, atlético, y podría ser tan bueno como el líder remolcador. Es la contraparte masculina de Winnie.

### Grunt
Grunt es un niño regordete de pelo castaño claro, y es duro, competitivo, trabajador, y el más fuerte de los chicos. Es un poco antipático con las chicas en un comienzo. Es la contraparte masculina de Elsa.

### Miguel
Miguel es, posiblemente, la edad media de los chicos, y es de origen hispano. Es un inventor, y se toma en serio su trabajo. Anda un poco tenso, pero se divirtió bailando en la fiesta de Grimwood con Phanty, de quien es su contraparte masculina.

### Baxter
Baxter es el más joven de los chicos, con el pelo rojo brillante. No se sabe mucho acerca de él, ya que por lo general es tranquilo. Que está ansioso por ayudar, tiene una buena conciencia. Es la contraparte masculina de Tanis.

## Reparto
- Don Messick como Scooby y Scrappy Doo.
- Casey Kasem como Shaggy Rogers y Espejo Monstruo.
- Glynis Johns como Señorita Grimwood.
- Ruta Lee como Revolta.
- Susan Blu como Sibella Drácula.
- Patty Maloney como Tanis, la Momia.
- Russi Taylor como Phanty Fantasma.
- Pat Musick como Elsa Frankenstein.
- Marilyn Schreffler como Winnie, la Chica Lobo.
- Ronnie Schell como Coronel Calloway.
- Aaron Lohr como Miguel.
- Scott Menville como Tug Roper.
- Remy Auberjonois como Baxter.
- Bumper Robinson como Jamal Williams.
- Jeff Cohen como Grunt.
- Frank Welker como Flamita y Hombre Lobo y Gigante.
- Andre Stojka como Momia y Grim Creeper.
- Zale Kessler como Conde Drácula y Frankenstein.
- Hamilton Camp como Fantasma.

### Doblaje Latinoamericano
- Francisco Reséndez - Scooby
- José María Iglesias - Scrappy Doo
- Héctor Reynoso - Shaggy Rogers y Espejo Monstruo
- Alma Nuri - Señorita Grimwood
- Carmen Donna-Dío - Revolta
- Belinda Martínez - Sibella Drácula
- Rocío Garcel - Tanis, la Momia
- Olga Donna-Dío - Elsa Frankenstein
- Mónica Monjarrez - Winnie, la Chica Lobo y Phanty Fantasma (primera voz)
- Jorge Roig - Coronel Calloway
- Yamil Atala - Miguel
- Jesús Barrero - Tug Roper
- Patricia Acevedo - Baxter y Phanty Fantasma (segunda voz)
- Herman López - Jamal Williams
- Luis Alfonso Mendoza - Grunt y Flamita
- Carlos Magaña - Gigante
- José Luis Orozco - Momia
- Héctor Lee - Grim Creeper
- Emilio Guerrero - Conde Drácula
- Eduardo Borja - Frankenstein
- Ismael Castro - Hombre Lobo y Fantasma